# Stanley Cup playoff 2012
I playoff della Stanley Cup 2012 del campionato NHL 2011-2012 hanno avuto inizio il 11 aprile 2012. Le sedici squadre qualificate per i playoff, otto da ciascuna Conference, hanno giocato una serie di partite al meglio di sette per i quarti di finale, semifinali e finali di Conference. I vincitori delle due Conference hanno disputato una serie di partite al meglio di sette per la conquista della Stanley Cup. I campioni di ciascuna Division conservarono il proprio ranking per l'intera durata dei playoff, mentre le altre squadre furono ricollocate nella graduatoria dopo ciascun turno.
I Florida Panthers si qualificarono per la prima volta ai playoff dopo la stagione 2000, ponendo termine alla striscia negativa più lunga di mancata qualificazione ai playoff di una franchigia della NHL.

## Squadre partecipanti

### Eastern Conference
1. New York Rangers - vincitori della Atlantic Division e della stagione regolare nella Eastern Conference, 109 punti
2. Boston Bruins - vincitori della Northeast Division, 102 punti
3. Florida Panthers - vincitori della Southeast Division, 94 punti
4. Pittsburgh Penguins - 108 punti
5. Philadelphia Flyers - 103 punti
6. New Jersey Devils - 102 punti
7. Washington Capitals - 92 punti
8. Ottawa Senators - 92 punti

### Western Conference
1. Vancouver Canucks - vincitori della Northwest Division, della stagione regolare nella Western Conference e del Presidents' Trophy, 111 punti
2. St. Louis Blues - vincitori della Central Division, 109 punti
3. Phoenix Coyotes - vincitori della Pacific Division, 97 punti
4. Nashville Predators - 104 punti
5. Detroit Red Wings - 102 punti
6. Chicago Blackhawks - 101 punti
7. San Jose Sharks - 96 punti
8. Los Angeles Kings - 95 punti

### Tabellone
In ciascun turno la squadra con il ranking più alto si sfidò con quella dal posizionamento più basso, usufruendo anche del vantaggio del fattore campo. Nella finale di Stanley Cup il fattore campo fu determinato dai punti ottenuti in stagione regolare dalle due squadre. Ciascuna serie, al meglio delle sette gare, seguì il formato 2–2–1–1–1: la squadra migliore in stagione regolare avrebbe disputato in casa Gara-1 e 2, (se necessario anche Gara-5 e 7), mentre quella posizionata peggio avrebbe giocato nel proprio palazzetto Gara-3 e 4 (se necessario anche Gara-6).
|  | Quarti di finale Conference | Quarti di finale Conference                      | Quarti di finale Conference |   |                   | Semifinali Conference | Semifinali Conference | Semifinali Conference |                    |                    | Finali Conference  | Finali Conference  | Finali Conference  |  |  | Finale Stanley Cup | Finale Stanley Cup | Finale Stanley Cup |
|  |                             |                                                  |                             |   |                   |                       |                       |                       |                    |                    |                    |                    |                    |  |  |                    |                    |                    |
|  | 1                           | New York Rangers                                 | 4                           |   |                   | 1                     | New York Rangers      | 4                     |                    |                    |                    |                    |                    |  |  |                    |                    |                    |
|  | 8                           | Ottawa Senators                                  | 3                           |   |                   | 7                     | Washington Capitals   | 3                     |                    |                    |                    |                    |                    |  |  |                    |                    |                    |
|  |                             |                                                  |                             |   |                   |                       |                       |                       |                    |                    |                    |                    |                    |  |  |                    |                    |                    |
|  | 2                           | Boston Bruins                                    | 3                           |   |                   |                       |                       |                       | Eastern Conference | Eastern Conference | Eastern Conference | Eastern Conference | Eastern Conference |  |  |                    |                    |                    |
|  | 2                           | Boston Bruins                                    | 3                           |   |                   |                       |                       |                       | Eastern Conference | Eastern Conference | Eastern Conference | Eastern Conference | Eastern Conference |  |  |                    |                    |                    |
|  | 7                           | Washington Capitals                              | 4                           |   |                   |                       |                       |                       |                    |                    |                    |                    |                    |  |  |                    |                    |                    |
|  | 7                           | Washington Capitals                              | 4                           |   |                   |                       |                       |                       |                    | 1                  | New York Rangers   | 2                  |                    |  |  |                    |                    |                    |
|  |                             |                                                  |                             |   |                   |                       |                       |                       |                    | 1                  | New York Rangers   | 2                  |                    |  |  |                    |                    |                    |
|  |                             | 6                                                | New Jersey Devils           | 4 |                   |                       |                       |                       |                    |                    |                    |                    |                    |  |  |                    |                    |                    |
|  | 3                           | 6                                                | New Jersey Devils           | 4 | Florida Panthers  | 3                     |                       |                       |                    |                    |                    |                    |                    |  |  |                    |                    |                    |
|  | 3                           |                                                  |                             |   | Florida Panthers  | 3                     |                       |                       |                    |                    |                    |                    |                    |  |  |                    |                    |                    |
|  | 6                           | New Jersey Devils                                | 4                           |   |                   |                       |                       |                       |                    |                    |                    |                    |                    |  |  |                    |                    |                    |
|  | 6                           | New Jersey Devils                                | 4                           |   |                   |                       |                       |                       |                    |                    |                    |                    |                    |  |  |                    |                    |                    |
|  |                             |                                                  |                             |   |                   |                       |                       |                       |                    |                    |                    |                    |                    |  |  |                    |                    |                    |
|  |                             |                                                  |                             |   |                   |                       |                       |                       |                    |                    |                    |                    |                    |  |  |                    |                    |                    |
|  | 4                           | Pittsburgh Penguins                              | 2                           |   | 5                 | Philadelphia Flyers   | 1                     |                       |                    |                    |                    |                    |                    |  |  |                    |                    |                    |
|  | 4                           | Pittsburgh Penguins                              | 2                           |   | 5                 | Philadelphia Flyers   | 1                     |                       |                    |                    |                    |                    |                    |  |  |                    |                    |                    |
|  | 5                           | Philadelphia Flyers                              | 4                           |   |                   | 6                     | New Jersey Devils     | 4                     |                    |                    |                    |                    |                    |  |  |                    |                    |                    |
|  | 5                           | Philadelphia Flyers                              | 4                           |   |                   |                       |                       |                       |                    | E6                 | New Jersey Devils  | 2                  |                    |  |  |                    |                    |                    |
|  |                             | (Accoppiamenti ristabiliti dopo il primo turno.) |                             |   |                   |                       |                       |                       |                    | E6                 | New Jersey Devils  | 2                  |                    |  |  |                    |                    |                    |
|  |                             | W8                                               | Los Angeles Kings           | 4 |                   |                       |                       |                       |                    |                    |                    |                    |                    |  |  |                    |                    |                    |
|  | 1                           | W8                                               | Los Angeles Kings           | 4 | Vancouver Canucks | 1                     |                       |                       | 2                  | St. Louis Blues    | 0                  |                    |                    |  |  |                    |                    |                    |
|  | 1                           |                                                  |                             |   | Vancouver Canucks | 1                     |                       |                       | 2                  | St. Louis Blues    | 0                  |                    |                    |  |  |                    |                    |                    |
|  | 8                           | Los Angeles Kings                                | 4                           |   |                   | 8                     | Los Angeles Kings     | 4                     |                    |                    |                    |                    |                    |  |  |                    |                    |                    |
|  | 8                           | Los Angeles Kings                                | 4                           |   |                   | 8                     | Los Angeles Kings     | 4                     |                    |                    |                    |                    |                    |  |  |                    |                    |                    |
|  |                             |                                                  |                             |   |                   |                       |                       |                       |                    |                    |                    |                    |                    |  |  |                    |                    |                    |
|  | 2                           | St. Louis Blues                                  | 4                           |   |                   |                       |                       |                       |                    |                    |                    |                    |                    |  |  |                    |                    |                    |
|  | 2                           | St. Louis Blues                                  | 4                           |   |                   |                       |                       |                       |                    |                    |                    |                    |                    |  |  |                    |                    |                    |
|  | 7                           | San Jose Sharks                                  | 1                           |   |                   |                       |                       |                       |                    |                    |                    |                    |                    |  |  |                    |                    |                    |
|  | 7                           | San Jose Sharks                                  | 1                           |   |                   |                       |                       |                       | 3                  | Phoenix Coyotes    | 1                  |                    |                    |  |  |                    |                    |                    |
|  |                             |                                                  |                             |   |                   |                       |                       |                       | 3                  | Phoenix Coyotes    | 1                  |                    |                    |  |  |                    |                    |                    |
|  |                             | 8                                                | Los Angeles Kings           | 4 |                   |                       |                       |                       |                    |                    |                    |                    |                    |  |  |                    |                    |                    |
|  | 3                           | 8                                                | Los Angeles Kings           | 4 | Phoenix Coyotes   | 4                     |                       |                       |                    |                    |                    |                    |                    |  |  |                    |                    |                    |
|  | 3                           |                                                  |                             |   | Phoenix Coyotes   | 4                     |                       |                       |                    |                    |                    |                    |                    |  |  |                    |                    |                    |
|  | 6                           | Chicago Blackhawks                               | 2                           |   |                   |                       |                       |                       |                    |                    | Western Conference | Western Conference | Western Conference |  |  |                    |                    |                    |
|  | 6                           | Chicago Blackhawks                               | 2                           |   |                   |                       |                       |                       |                    |                    | Western Conference | Western Conference | Western Conference |  |  |                    |                    |                    |
|  |                             |                                                  |                             |   |                   |                       |                       |                       |                    |                    |                    |                    |                    |  |  |                    |                    |                    |
|  | 4                           | Nashville Predators                              | 4                           |   | 3                 | Phoenix Coyotes       | 4                     |                       |                    |                    |                    |                    |                    |  |  |                    |                    |                    |
|  | 4                           | Nashville Predators                              | 4                           |   | 3                 | Phoenix Coyotes       | 4                     |                       |                    |                    |                    |                    |                    |  |  |                    |                    |                    |
|  | 5                           | Detroit Red Wings                                | 1                           |   |                   | 4                     | Nashville Predators   | 1                     |                    |                    |                    |                    |                    |  |  |                    |                    |                    |

## Eastern Conference

### Quarti di finale di Conference

#### NY Rangers - Ottawa
| Arbitri: | Dan O'Halloran Tom Kowal |

|                               |           |                                                         |
| Alfredsson 50:05 Condra 57:41 | Marcatori | 12:01 Callahan 36:24 Gáborík 39:06 Boyle 42:15 Richards |

| Arbitri: | Stephen Walkom Ian Walsh |

|                                         |           |                            |
| Karlsson 33:50 Foligno 55:23 Neil 61:17 | Marcatori | 10:11 Strålman 42:41 Boyle |

| Arbitri: | Brad Watson Mike Leggo |

|             |           |  |
| Boyle 47:35 | Marcatori |  |

| Arbitri: | Eric Furlatt François St. Laurent |

|                               |           |                                          |
| Strålman 00:49 Callahan 06:10 | Marcatori | 27:04 Michálek 37:50 Gončar 62:42 Turris |

| Arbitri: | Marc Joannette Brian Pochmara |

|                    |           |  |
| Spezza 09:18 59:04 | Marcatori |  |

| Arbitri: | Steve Kozari Tim Peel |

|                                           |           |                         |
| Stepan 28:55 Richards 37:08 Kreider 59:19 | Marcatori | 07:05 Neil 59:21 Spezza |

| Arbitri: | Brad Watson Dan O'Halloran |

|                  |           |                           |
| Alfredsson 31:34 | Marcatori | 24:46 Staal 29:04 Girardi |

#### Boston - Washington
| Arbitri: | Stephen Walkom Ian Walsh |

|  |           |             |
|  | Marcatori | 45:56 Kelly |

| Arbitri: | Dan O'Halloran Tom Kowal |

|                               |           |               |
| Brouwer 37:57 Bäckström 82:56 | Marcatori | 52:13 Pouliot |

| Arbitri: | Chris Lee Wes McCauley |

|                                                       |           |                                       |
| Peverley 20:35 Paille 29:38 Rolston 41:02 Chára 58:07 | Marcatori | 16:00 Sëmin 20:48 Ovečkin 54:00 Laich |

| Arbitri: | Marc Joannette Brian Pochmara |

|                |           |                             |
| Peverley 13:12 | Marcatori | 01:22 Johansson 38:43 Sëmin |

| Arbitri: | Tim Peel Steve Kozari |

|                                                     |           |                                               |
| Sëmin 31:16 Beagle 34:27 Knuble 43:21 Brouwer 58:33 | Marcatori | 37:21 Seidenberg 37:49 Marchand 48:47 Boychuk |

| Arbitri: | Paul Devorski Dan O'Rourke |

|                                                        |           |                                         |
| Peverley 05:56 Krejci 16:48 Ference 51:57 Seguin 63:17 | Marcatori | 09:47 Green 39:18 Chimera 55:08 Ovečkin |

| Arbitri: | Stephen Walkom Eric Furlatt |

|                            |           |              |
| Hendricks 11:23 Ward 62:57 | Marcatori | 34:27 Seguin |

#### Florida - New Jersey
| Arbitri: | Eric Furlatt François St. Laurent |

|                                       |           |                                 |
| Eliáš 06:31 Zubrus 14:11 Carter 14:56 | Marcatori | 27:44 Bergenheim 35:36 Versteeg |

| Arbitri: | Chris Rooney Brad Meier |

|                            |           |                                               |
| Zajac 40:48 Kovalčuk 42:02 | Marcatori | 00:23 21:12 Weiss 34:39 Goc 59:59 Fleischmann |

| Arbitri: | Tim Peel Steve Kozari |

|                                                             |           |                                       |
| Bergenheim 16:11 Garrison 19:52 Weaver 22:18 Campbell 26:34 | Marcatori | 00:33 Parise 03:27 Gionta 06:16 Eliáš |

| Arbitri: | Stephen Walkom Ian Walsh |

|  |           |                                                        |
|  | Marcatori | 26:08 Parise 42:02 Bernier 43:15 Zajac 48:32 Koval'čuk |

| Arbitri: | Chris Lee Wes McCauley |

|  |           |                                            |
|  | Marcatori | 24:00 Versteeg 53:17 Upshall 59:26 Kopecký |

| Arbitri: | Brian Pochmara Marc Joannette |

|                                 |           |                                           |
| Versteeg 27:05 Bergenheim 32:19 | Marcatori | 16:37 Bernier 24:21 Koval'čuk 65:39 Zajac |

| Arbitri: | Dan O'Rourke Chris Rooney |

|                                   |           |                       |
| Henrique 01:29 83:47 Gionta 29:15 | Marcatori | 45:02 Weiss 56:32 Goc |

#### Pittsburgh - Philadelphia
| Arbitri: | Mike Leggo Brad Watson |

|                                               |           |                                         |
| Brière 26:22 49:17 Schenn 52:23 Voráček 62:23 | Marcatori | 03:43 Crosby 07:49 Kennedy 19:23 Dupuis |

| Arbitri: | Tim Peel Steve Kozari |

|                                                                              |           |                                                            |
| Talbot 12:44 Giroux 25:11 31:04 59:53 Couturier 39:57 41:21 58:11 Jágr 49:13 | Marcatori | 00:15 Crosby 09:27 31:10 Kunitz 19:42 Martin 41:04 Kennedy |

| Arbitri: | Eric Furlatt François St. Laurent |

|                                    |           |                                                                                    |
| Staal 03:52 35:40 Neal 15:17 30:31 | Marcatori | 06:44 57:14 Talbot 08:19 11:45 Brière 15:40 34:18 Read 39:14 Simmonds 40:27 Giroux |

| Arbitri: | Chris Lee Wes McCauley |

| |           |                                          |
| Malkin 03:37 44:04 Niskanen 08:05 Crosby 16:19 Staal 17:29 27:21 36:03 Letang 23:07 Sullivan 30:55 Dupuis 34:59 | Marcatori | 01:14 Giroux 15:06 Timonen 15:52 Voráček |

| Arbitri: | Paul Devorski Dan O'Rourke |

|                            |           |                                          |
| Carle 11:45 Hartnell 17:35 | Marcatori | 14:51 Sullivan 26:15 Staal 29:53 Kennedy |

| Arbitri: | Kevin Pollock Kelly Sutherland |

|              |           |                                                                        |
| Malkin 28:34 | Marcatori | 00:32 Giroux 13:01 Hartnell 25:25 Gustafsson 39:14 Brière 59:52 Schenn |

### Semifinali di Conference

#### NY Rangers - Washington
| Arbitri: | Steve Kozari Kevin Pollock |

|               |           |                                             |
| Chimera 39:56 | Marcatori | 32:18 Anisimov 47:00 Kreider 48:30 Richards |

| Arbitri: | Eric Furlatt Stephen Walkom |

|                                          |           |                               |
| Knuble 12:20 Chimera 17:14 Ovečkin 52:33 | Marcatori | 19:17 Richards 46:58 Callahan |

| Arbitri: | Dan O'Rourke Chris Rooney |

|                               |           |               |
| Callahan 26:41 Gáborík 114:41 | Marcatori | 31:10 Carlson |

| Arbitri: | Marc Joannette Brad Watson |

|                              |           |                                           |
| Anisimov 21:10 Gáborík 36:43 | Marcatori | 12:43 Ovečkin 31:54 Bäckström 54:12 Green |

| Arbitri: | Chris Lee Kelly Sutherland |

|                           |           |                                           |
| Laich 28:15 Carlson 44:20 | Marcatori | 10:44 Strålman 59:53 Richards 61:35 Staal |

| Arbitri: | Dan O'Halloran Wes McCauley |

|               |           |                             |
| Gáborík 59:09 | Marcatori | 01:28 Ovečkin 30:59 Chimera |

| Arbitri: | Dan O'Rourke Chris Rooney |

|               |           |                                |
| Hamrlík 50:43 | Marcatori | 01:32 Richards 50:05 Del Zotto |

#### Philadelphia - New Jersey
| Arbitri: | Wes McCauley Dan O'Halloran |

|                                       |           |                                                    |
| Parise 03:16 Zajac 33:53 Sýkora 51:22 | Marcatori | 28:07 64:36 Brière 28:44 van Riemsdyk 44:19 Giroux |

| Arbitri: | Chris Lee Kelly Sutherland |

|                                                         |           |            |
| Larsson 43:08 Clarkson 51:17 Zajac 54:01 Salvador 57:09 | Marcatori | 02:53 Read |

| Arbitri: | Marc Joannette Brad Watson |

|                                       |           |                                                              |
| Schenn 06:08 Carle 24:44 Brière 51:04 | Marcatori | 12:33 Eliáš 12:53 Koval'čuk 47:29 Parise 77:21 Ponikarovskij |

| Arbitri: | Steve Kozari Kevin Pollock |

|                             |           |                                                |
| Hartnell 11:50 Giroux 13:40 | Marcatori | 12:33 Sýkora 18:09 Židlický 47:29 77:21 Zubrus |

| Arbitri: | Stephen Walkom Eric Furlatt |

|                                               |           |              |
| Salvador 09:27 Clarkson 12:45 Koval'čuk 45:00 | Marcatori | 07:18 Talbot |

### Finale di Conference

#### NY Rangers - New Jersey
| Arbitri: | Wes McCauley Dan O'Halloran |

|  |           |                                            |
|  | Marcatori | 40:53 Girardi 52:00 Kreider 58:33 Anisimov |

| Arbitri: | Chris Lee Kelly Sutherland |

|                                             |           |                           |
| Koval'čuk 11:50 Carter 38:09 Clarkson 42:31 | Marcatori | 22:23 Staal 32:19 Kreider |

| Arbitri: | Kevin Pollock Brad Watson |

|                                            |           |  |
| Girardi 43:19 Kreider 45:16 Callahan 57:47 | Marcatori |  |

| Arbitri: | Dan O'Rourke Chris Rooney |

|                 |           |                                               |
| Fedotenko 54:55 | Marcatori | 08:10 Salvador 11:59 Zajac 42:41 58:31 Parise |

| Arbitri: | Wes McCauley Dan O'Halloran |

|                                                                |           |                                          |
| Gionta 02:43 Eliáš 04:13 Zajac 09:49 Carter 55:36 Parise 59:28 | Marcatori | 15:41 Prust 20:32 Callahan 40:17 Gáborík |

| Arbitri: | Kevin Pollock Brad Watson |

|                                |           |                                             |
| Fedotenko 29:47 Callahan 33:41 | Marcatori | 10:05 Carter 13:56 Koval'čuk 61:03 Henrique |

## Western Conference

### Quarti di finale di Conference

#### Vancouver - Los Angeles
| Arbitri: | Paul Devorski Dan O'Rourke |

|                                                        |           |                           |
| Richards 13:31 Mitchell 36:33 Penner 56:46 Brown 59:42 | Marcatori | 04:17 Burrows 39:52 Edler |

| Arbitri: | Chris Lee Wes McCauley |

|                                           |           |                             |
| Brown 19:51 25:17 Stoll 48:30 Lewis 54:51 | Marcatori | 20:17 Hansen 56:22 Pahlsson |

| Arbitri: | Kelly Sutherland Kevin Pollock |

|  |           |             |
|  | Marcatori | 46:30 Brown |

| Arbitri: | Dan O'Halloran Tom Kowal |

|                                      |           |               |
| Edler 24:07 Bieksa 28:36 Sedin 45:45 | Marcatori | 13:00 Kopitar |

| Arbitri: | Chris Rooney Brad Meier |

|                              |           |             |
| Richardson 43:21 Stoll 64:27 | Marcatori | 14:01 Sedin |

#### St. Louis - San Jose
| Arbitri: | Kelly Sutherland Kevin Pollock |

|                                     |           |                      |
| Havlát 26:02 83:34 Desjardins 54:44 | Marcatori | 40:54 47:28 Berglund |

| Arbitri: | Marc Joannette Brian Pochmara |

|  |           |                                           |
|  | Marcatori | 01:31 Sobotka 33:49 Backes 59:35 McDonald |

| Arbitri: | Paul Devorski Dan O'Rourke |

|                                                        |           |                                       |
| Berglund 14:31 McDonald 21:01 Arnott 30:06 Steen 40:59 | Marcatori | 16:45 Burns 56:58 White 59:43 Couture |

| Arbitri: | Brad Meier Chris Rooney |

|                               |           |                |
| Crombeen 07:12 McDonald 52:00 | Marcatori | 58:53 Thornton |

| Arbitri: | Tom Kowal Dan O'Halloran |

|                |           |                                                 |
| Thornton 39:19 | Marcatori | 51:16 Langenbrunner 52:01 Perron 59:21 McDonald |

#### Phoenix - Chicago
| Arbitri: | Marc Joannette Brian Pochmara |

|                            |           |                                         |
| Toews 04:04 Seabrook 59:45 | Marcatori | 27:38 Pyatt 37:27 Vermette 69:27 Hanzal |

| Arbitri: | Paul Devorski Dan O'Rourke |

|                                              |           |                                   |
| Bickell 03:05 70:36 Bollig 26:57 Sharp 59:54 | Marcatori | 08:52 Torres 13:44 28:41 Vermette |

| Arbitri: | Stephen Walkom Ian Walsh |

|                                         |           |                             |
| Klesla 48:16 Whitney 49:21 Bødker 73:15 | Marcatori | 19:31 Brunette 48:49 Frolík |

| Arbitri: | Kelly Sutherland Kevin Pollock |

|                                     |           |                             |
| Doan 47:03 Pyatt 47:47 Bødker 62:15 | Marcatori | 50:25 Morrison 58:34 Frolík |

| Arbitri: | Brad Watson Mike Leggo |

|                         |           |             |
| Leddy 49:15 Toews 62:44 | Marcatori | 22:46 Brulé |

| Arbitri: | Chris Lee Wes McCauley |

|                                                                |           |  |
| Ekman-Larsson 33:14 Brulé 42:24 Vermette 53:04 Chipchura 54:56 | Marcatori |  |

#### Nashville - Detroit
| Arbitri: | Chris Rooney Brad Meier |

|                                  |           |                                   |
| Zetterberg 22:29 Holmström 57:53 | Marcatori | 06:59 Gaustad 32:29 51:35 Bourque |

| Arbitri: | Brad Watson Mike Leggo |

|                                         |           |                               |
| White 02:29 Emmerton 15:33 Stuart 29:57 | Marcatori | 29:01 A. Kascicyn 55:16 Weber |

| Arbitri: | Tim Peel Steve Kozari |

|                                           |           |                               |
| Weber 02:48 Klein 23:50 S. Kascicyn 56:30 | Marcatori | 35:03 Dacjuk 59:06 Zetterberg |

| Arbitri: | Kelly Sutherland Kevin Pollock |

|                                         |           |              |
| Bourque 41:55 Klein 46:25 Legwand 59:21 | Marcatori | 43:14 Hudler |

| Arbitri: | Eric Furlatt François St. Laurent |

|              |           |                             |
| Hudler 33:45 | Marcatori | 16:10 Radulov 40:13 Legwand |

### Semifinali di Conference

#### St. Louis - Los Angeles
| Arbitri: | Eric Furlatt Stephen Walkom |

|                                        |           |              |
| Vojnov 16:58 Greene 38:57 Penner 59:45 | Marcatori | 09:16 Perron |

| Arbitri: | Dan O'Rourke Chris Rooney |

|                                                                |           |                                 |
| Richards 00:31 Kopitar 14:16 19:43 Carter 18:37 Williams 21:26 | Marcatori | 20:18 McDonald 45:16 D'Agostini |

| Arbitri: | Steve Kozari Kevin Pollock |

|                     |           |                                                        |
| Stewart 21:13 44:35 | Marcatori | 13:33 Williams 21:53 King 30:29 Richards 48:12 Doughty |

| Arbitri: | Wes McCauley Dan O'Halloran |

|                   |           |                               |
| Shattenkirk 11:34 | Marcatori | 04:31 Nolan 18:17 59:34 Brown |

#### Phoenix - Nashville
| Arbitri: | Chris Lee Kelly Sutherland |

|                                        |           |                                                      |
| Yip 14:09 A. Kascicyn 31:19 Erat 55:18 | Marcatori | 07:23 Vrbata 23:05 Klesla 36:27 Bødker 67:03 Whitney |

| Arbitri: | Marc Joannette Brad Watson |

|                                               |           |                                                                 |
| A. Kascicyn 17:13 Hörnqvist 31:20 Suter 40:53 | Marcatori | 08:32 Vermette 23:47 Hanzal 27:05 Vrbata 31:50 Pyatt 43:36 Doan |

| Arbitri: | Eric Furlatt Stephen Walkom |

|  |           |                            |
|  | Marcatori | 08:10 Legwand 32:29 Fisher |

| Arbitri: | Wes McCauley Dan O'Halloran |

|            |           |  |
| Doan 08:10 | Marcatori |  |

| Arbitri: | Dan O'Rourke Chris Rooney |

|              |           |                           |
| Wilson 54:01 | Marcatori | 23:54 Morris 35:09 Hanzal |

### Finale di Conference

#### Phoenix - Los Angeles
| Arbitri: | Kevin Pollock Brad Watson |

|                                            |           |                           |
| Kopitar 03:53 King 28:02 59:12 Brown 42:11 | Marcatori | 13:26 Morris 38:05 Bødker |

| Arbitri: | Dan O'Rourke Chris Rooney |

|                                     |           |  |
| King 13:15 Carter 24:47 38:49 52:56 | Marcatori |  |

| Arbitri: | Wes McCauley Dan O'Halloran |

|               |           |                          |
| Langkow 21:03 | Marcatori | 23:10 Kopitar 41:47 King |

| Arbitri: | Chris Lee Kelly Sutherland |

|                  |           |  |
| Doan 14:09 31:10 | Marcatori |  |

| Arbitri: | Brad Watson Kevin Pollock |

|                                                         |           |                                        |
| Kopitar 11:13 Doughty 31:06 Richards 33:43 Penner 77:42 | Marcatori | 04:20 Pyatt 26:23 Pouliot 36:23 Yandle |

## Finale Stanley Cup
La finale della Stanley Cup 2012 è stata una serie al meglio delle sette gare che ha determinato il campione della National Hockey League per la stagione 2011-12. Per la prima volta i Kings affrontarono i Devils, sconfiggendoli per 4-2. Per New Jersey si trattò della quinta apparizione nella finale della Stanley Cup, la prima dopo il titolo nel 2003 contro i Mighty Ducks of Anaheim. Per Los Angeles fu invece la seconda apparizione dopo la sconfitta contro i Montreal Canadiens nel 1993.

## Statistiche

### Classifica marcatori
La seguente lista elenca i migliori marcatori al termine dei playoff.

| Giocatore       | Squadra             | PG | G | A  | Pt | +/- | MP |
| --------------- | ------------------- | -- | - | -- | -- | --- | -- |
| Anže Kopitar    | Los Angeles Kings   | 20 | 8 | 12 | 20 | +16 | 9  |
| Dustin Brown    | Los Angeles Kings   | 20 | 8 | 12 | 20 | +16 | 34 |
| Il'ja Koval'čuk | New Jersey Devils   | 23 | 8 | 11 | 19 | -7  | 6  |
| Claude Giroux   | Philadelphia Flyers | 10 | 8 | 9  | 17 | +2  | 13 |
| Drew Doughty    | Los Angeles Kings   | 20 | 4 | 12 | 16 | +11 | 14 |
| Zach Parise     | New Jersey Devils   | 24 | 8 | 7  | 15 | -8  | 4  |
| Brad Richards   | New York Rangers    | 20 | 6 | 9  | 15 | -2  | 8  |
| Mike Richards   | Los Angeles Kings   | 20 | 4 | 11 | 15 | +8  | 12 |
| Justin Williams | Los Angeles Kings   | 20 | 4 | 11 | 15 | -6  | 4  |
| Travis Zajac    | New Jersey Devils   | 24 | 7 | 7  | 14 | -6  | 4  |

### Classifica portieri
Questa è una tabella che combina i cinque migliori portieri dei playoff per media di gol subiti a gara con i cinque migliori portieri per percentuale di parate, con almeno 420 minuti disputati. La tabella è ordinata per la media gol subiti, e i criteri di inclusione sono in grassetto.

| Giocatore        | Squadra             | PG | Min     | V  | S  | OTS | TC  | GS | SO | Sv%  | MGS  |
| ---------------- | ------------------- | -- | ------- | -- | -- | --- | --- | -- | -- | ---- | ---- |
| Jonathan Quick   | Los Angeles Kings   | 20 | 1238:12 | 16 | 4  | 0   | 538 | 29 | 4  | .946 | 1.41 |
| Henrik Lundqvist | New York Rangers    | 20 | 1250:49 | 10 | 10 | 3   | 554 | 38 | 3  | .931 | 1.82 |
| Braden Holtby    | Washington Capitals | 14 | 921:56  | 7  | 7  | 4   | 459 | 30 | 0  | .935 | 1.95 |
| Mike Smith       | Phoenix Coyotes     | 16 | 1026:49 | 9  | 7  | 3   | 602 | 34 | 3  | .944 | 1.99 |
| Pekka Rinne      | Nashville Predators | 10 | 609:14  | 5  | 5  | 1   | 296 | 21 | 1  | .929 | 2.07 |